# Harstads kyrka
Harstads kyrka var en kyrkobyggnad i Harstads socken, Östergötland. Den tillhörde Harstads församling i Linköpings stift.

## Historia
Kyrkan byggdes av kalksten i slutet av 1100-talet. Den var 27 1⁄4 alnar lång och 18 alnar bred. 1669 togs altartavlan bort och man byggde ett fönster i gavelmuren ovanför altarskranket. I fönstret hängdes ett krucifix och altartavlan hängdes ovanför sakristians dörr. Före 1760 byggdes kyrkan ut på sidorna. Kyrkan revs i april 1826.

## Inventarier
- Ett nätt krucifix över altaret.
- Primklocka.
- Två klockor hängde i tornet, en mindre och en större. Den större var guten under påvetiden och hade inskriptionen: Alla de som di höra skola bedja Maria.[1] En av klockorna omgöts 1760 av Elias Fries i Jönköping. Den har inskriptionen: År sjuttonhundrasextio omgiöts denna klåcka på det hon Harsta boar må till kyrkian bättre låcka, att de där Herrens helga ord med andact höra må samt lefwa så och lofwa Gud att de ock himlen få. Denna klåcka är omguten med kyrkians bekostnad, då mag. Palmerot war kyrkioherde, af Elias Fries Thoresson uti Jönköping.[3]
- Två ljusstakar på predikstolen. Den ena med 2 pipor och den andra med 3 pipor.
- Blå rock till kyrkväktaren.
- Kyrkhov.
- En järnstång.
- En målad tavla med krucifix över sakristians dörren.
- En målad tavla med krucifix över kordörren.
- Ekkista
- Dopfunt som köptes 1659.[4] Den var tillverkad av Michael Hacke, Skänninge.[3]
- Brudkrona som köptes in 1673.[4]
- 1665 köpte man in ett lås till kyrkkistan.

- 1673 köptes ett timglas till predikstolen.[4] En predikstol skänktes 1680 till kyrkan av ryttmästaren Magnus Gripensköld. Den är beprydd Jesus och de fyra evangelisterna, som är målade och förgyllda.[1] År 1682 skänkte ryttmästaren Johan Gripensköld ett förgyllt järn med två ljuspipor som håller timglaset.[4] När kyrkan skulle rivas flyttades predikstolen över till nya kyrkans tornkammare.[3]

- Det har även funnits en sten som var i muren vid kordörren med årtal i runskrift. Den hade inskriptionen Erikus Elinus Anno - - - -.[1]

### Nattvardsservice
- 1695 köpte man in en ny sockenbuds kalk.
- 1673 fick kyrkan en tennkanna i testamente efter löjtnanten Lars Anderson i Hygnestad.
- En silverkanna skänktes 1681 i testamente efter Magnus Gripensköld.[4]

### Ljusstakar och kronor
- Två stora ljusstakar i tenn med 3 pipor.
- En ljusstake med 3 pipor stod på predikstolen.
- Två gamla ljusstakar på altaret.
- En ljuskrona med 6 pipor skänktes 14 april 1678 av Magnus Gripensköld. Ljuskronan hängdes i koret.[4]

### Textilier
- Mässkjorta skänkt 26 december 1693 av Johan Gripensköld.
- Randigt klädde som låg på golvet framför altaret. Skänktes den 5 augusti 1687 av Olof Triwallius och Maria Jonsdotter.[4]

### Orgel
- 1687 byggde orgelbyggare Jörgen Jacobsson Hÿm, Norrköping en orgel till kyrkan. Orgeln hade 5 stämmor. 1690 målades läktaren, fasaden och altaret av målarmästaren Johan Gran, Skänninge.
- Före 1750 stod ett litet positiv i kyrkan.
- 1750 köpte man in en orgel med 6 stämmor för 1500 daler kopparmynt som var byggd av Jonas Wistenius, Linköping.[5] 916, 26 daler betaldes av kyrkan och resterande av församlingen.[1] Den såldes 1832 till Malexanders kyrka.[3]

### Böcker
- En bibel i regal folio inköpt år 1703.
- Gustav adolphs bibel från 1618. . Såld 1760.
- En psalmbok i 4 oktav
- En handbok i 4 oktav
- En gammal och trasig handbok.
- En gammal psalmbok i 8 oktav
- Gammal sångbok

## Kyrkogården
På kyrkogårdens fanns en familjegrav över Gripensköld. En runsten (Östergötlands runinskrifter 94), som på den tiden stod vid västra stigluckan på kyrkogården och hade tidigare stått vid en ättegrift.